# Loreto Aprutino
Loreto Aprutino es un municipio situado en el territorio de la provincia de Pescara, en Abruzos (Italia).

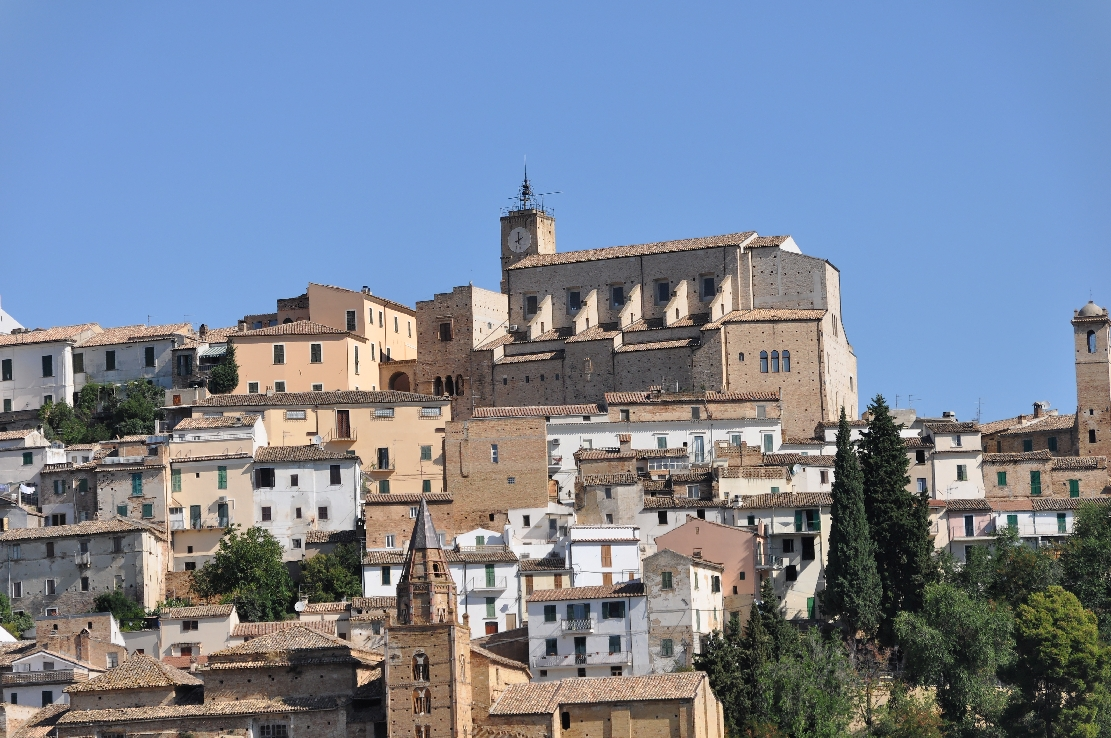
Loreto Aprutino

## Demografía
| Gráfica de evolución demográfica de Loreto Aprutino entre 1861 y 2001 |
|                                                                       |
| fuente ISTAT - elaboración gráfica a cargo de Wikipedia               |